# Râul Valea Sărată, Otăsău
Râul Valea Sărată este un curs de apă, afluent al râului Otăsău. 